# Dąbrowa (powiat przysuski)
Dąbrowa (dawn. Dąbrowa I, Dąbrowa nad Pilicą) – wieś w Polsce położona w województwie mazowieckim, w powiecie przysuskim, w gminie Odrzywół. Wieś ma status sołectwa.
W latach 1975–1998 miejscowość należała administracyjnie do województwa radomskiego.
Wierni Kościoła rzymskokatolickiego należą do parafii św. Marii Magdaleny w Łęgonicach Małych.